# Menizla
Menizla (en árabe: المنزلة‎, en lenguas bereberes: ⵍⵅⵍⵡⴰ, en francés: Al Manzla) es un municipio marroquí en la región de Tánger-Tetuán-Alhucemas. Desde 1912 hasta 1956 perteneció a la zona norte del Protectorado español de Marruecos.